# منتزعة الكبريت الطويلة
منتزعة الكبريت الطويلة (الاسم العلمي: Desulfovibrio longus) هي نوع من البكتيريا، سلبية الغرام، تتبع جنس منتزعة الكبريت.